# Tabanus coninckae
Tabanus coninckae är en tvåvingeart som beskrevs av Dias 1993. Tabanus coninckae ingår i släktet Tabanus och familjen bromsar.
Artens utbredningsområde är Kongo. Inga underarter finns listade i Catalogue of Life.